# Intelligence Online
Intelligence Online ist eine digitale Publikation, die sich mit staatlichen Nachrichtendiensten (DGSE, CIA, NSA, MI6, BND, SVR) befasst. Herausgeber ist die Pressegesellschaft Indigo Publications. Chefredakteur ist Pierre Gastineau.

## Geschichte
Intelligence Online wurde 1980 unter dem Namen Le Monde du Renseignement auf Französisch und Intelligence Newsletter auf Englisch von der Association pour le Droit à l'Information gegründet. Im Jahr 1989 wurde die Publikation von der professionellen Pressegruppe Indigo Publications übernommen. Im Jahr 1995 erfolgte zusätzlich die Veröffentlichung über eine kostenpflichtigen Website mit dem Titel Intelligence Online. Im September 2001 wurde die Printausgabe ebenfalls in Intelligence Online gewechselt. Die letzte gedruckte Ausgabe wurde im Jahr 2013 veröffentlicht. Im Jahr 2013 veröffentlichte Intelligence Online seine letzte gedruckte Ausgabe, behielt jedoch eine PDF-Ausgabe bei, die alle zwei Wochen erschien.

## Ziele
Die Hauptziele von Intelligence Online umfassen gemäß Eigenaussage:
- Transparenz in der Welt der Geheimdienste erhöhen: Die Publikation beleuchtet die Organisation und Arbeitsweise bedeutender in- und ausländischer Nachrichtendienste. Dabei werden auch verdeckte diplomatische Aktivitäten und geheime Operationen thematisiert.
- Verflechtungen zwischen Politik, Wirtschaft und Geheimdiensten aufdecken: Ein besonderer Fokus liegt auf der Analyse von Netzwerken, in denen Lobbyisten, Unternehmensberater und Technologiefirmen agieren, um Einfluss auf sicherheitsrelevante Entscheidungen und internationale Großprojekte in Bereichen wie Verteidigung, Energie und Rohstoffe zu nehmen.
- Überwachungstechnologien und Cyber-Sicherheit beobachten: Intelligence Online berichtet regelmäßig über Entwicklungen im Bereich der Überwachungstechnologien, Cyberangriffe und die Anbieter entsprechender Technologien, insbesondere im Kontext staatlicher und wirtschaftlicher Interessen.
- Schlüsselpersonen und ihre Netzwerke analysieren: Die Redaktion verfolgt die Karrieren und Einflussbereiche von Entscheidungsträgern innerhalb der Geheimdienst- und Sicherheitslandschaft, um deren Rolle in internationalen Verhandlungen und politischen Prozessen zu beleuchten.
- Exklusive und unabhängige Berichterstattung bieten: Mit einem Netzwerk von Korrespondenten in Europa, Nordamerika, dem Nahen Osten und Asien liefert Intelligence Online exklusive Informationen, die für das Verständnis der globalen Geheimdienstaktivitäten unerlässlich sind.

## Finanzierung
Intelligence Online nimmt keine Werbung an und erzielt seinen Umsatz ausschließlich durch die Einnahmen seiner Leser (Abonnements, Einzelverkäufe).

## Recherchen (Auswahl)
- März 2016: Intelligence Online enthüllte, dass der französische Zementkonzerns Lafarge, die Finanzierung des Islamischen Staates (IS) in Syrien in Kauf genommen habe, damit die Zementfabrik in Jalabiya weiterproduzieren konnte. Der Veröffentlichung zufolge hat die Generaldirektion des französischen Auslandsnachrichtendienstes (DGSE) die Vereinbarungen zwischen Lafarge und dem IS beobachtet.[1] Über die Tochtergesellschaft Lafarge Cement Syria sollen in den Jahren 2013 und 2014 fast 13 Millionen Euro an terroristische Gruppen sowie an Mittelsmänner gezahlt worden sein.[2]
- 11. Januar 2017: Intelligence Online veröffentlichte, dass Erik Prince, der ehemalige Chef der Söldnerfirma Blackwater, verdeckte Operationen in Libyen zur Unterstützung des Armeechefs General Chalifa Haftar von Abu Dhabi aus outsourcen würde.[3] Intelligence Online berichtete, dass die Kampfpiloten, die vom Luftwaffenstützpunkt Al-Khadim in Libyen aus Operationen zur Unterstützung der libyschen Nationalarmee, insbesondere in Bengasi, durchführten, private ausländische Söldner waren, die von Erik Prince angeheuert wurden.[4]
- Juli 2017: Intelligence Online enthüllte, dass die Hisbollah mindestens zwei unterirdische Fabriken zur Herstellung von Mittelstreckenraketen baut. Einige arabische Medien hatten bereits zuvor entsprechende Informationen veröffentlicht, doch Intelligence Online nannte den Typ der hergestellten Waffe und die ungefähren Standorte der beiden Fabriken.[5] Der Veröffentlichung zufolge soll in der Fabrik in Hermel im Nordlibanon die Fateh-110, eine Mittelstreckenrakete, hergestellt werden.[6]
- 17. Juni 2018: Intelligence Online berichtete, dass eine geheime Konferenz[7] zu den israelisch-palästinensischen Verhandlungen stattfand, die vom Schwiegersohn von US-Präsident Donald Trump, Jared Kushner, und seinem Berater Jason Greenblatt[8] einberufen worden war. Die Veröffentlichung enthüllte, dass die Chefs der Geheimdienste von Jordanien, Ägypten, Saudi-Arabien und der Palästinensischen Autonomiebehörde sowie der Chef des Mossad, Yossi Cohen, daran teilnahmen.[9] Die Publikation behauptete, dass der vom Weißen Haus bevorzugte Kandidat für die Nachfolge von Mahmud Abbas als Präsident der Palästinensischen Autonomiebehörde Majed Faraj[10], der Chef des palästinensischen Geheimdienstes, sei, der bei dem Treffen anwesend war. Laut Intelligence Online fand das Treffen einen Tag vor dem Treffen zwischen dem israelischen Premierminister Benjamin Netanjahu und dem jordanischen König Abdullah II. bin al-Hussein statt.[9]
- 14. September 2023: Intelligence Online untersuchte die Effektivität internationaler Sanktionen und die politischen Beziehungen zwischen Russland und Montenegro anhand des im Exil lebende russischen Oligarchen Telman Ismayılov. Moskau fordert seine Auslieferung wegen mutmaßlicher Verwicklung in einen Doppelmord und unbezahlter Schulden bei der sanktionierten VTB-Bank. Trotz Asyl in Montenegro unterhält IIsmayılov weiterhin ein weitreichendes Geschäftsnetzwerk in Europa und Russland.[11]

## Weblink
- Intelligence Online